# Alphonse (archipelag)
Archipelag Alphonse – grupa dwóch atoli wchodzących w skład Wysp Zewnętrznych Seszeli. Leżą 403 km na południowy zachód od stolicy kraju Victorii na wyspie Mahé. Najbliższą wyspą jest Île Desnœufs w Amirantach – 87 km na północ.
Archipelag składa się z dwóch atoli (3 wysp), które położone są w odległości trzech kilometrów i oddzielone głębokim kanałem:
- atol Alphonse (wyspa Alphonse – jedyna zamieszkała) – na północy;
- atol Saint-François (wyspy Saint-François i Bijoutier) – na południu.

Łączny obszar lądu wszystkich trzech wysepek w obydwu atolach jest mniejszy niż 2 km² (196 000 m²), ale całkowita powierzchnia rafy i laguny wynosi około 50 km².